# Orinda Huta
Orinda Huta, född 5 februari 1987 i Tirana, är en albansk sångerska som slog igenom på tidiga 2000-talet. 
2002 debuterade hon i Kënga Magjike 2002 med låten "Tani e di". Två år senare deltog hon i Kënga Magjike 2004 med låten "Hi Baby". Vare sig i hennes första medverkan eller andra tog hon sig vidare till tävlingens finaler. 2005 gjorde hon ett tredje försök i Kënga Magjike 2005 med låten "Harrova të marr frymë". Hon tog sig till tävlingens final och vann pris för bästa scenografi. För tredje året i rad deltog hon året därpå i Kënga Magjike 2006, denna gång med bidraget "Nisu, arratisu". Låten är en av hennes hittills mest framgångsrika och med den slutade hon 10:a i tävlingen och tilldelades det diskografiska priset. 2009 deltog hon för totalt femte gången med låten "Oqean" med vilken hon tilldelades priset för bästa framträdande. 2011 debuterade hon i Festivali i Këngës 50 med låten "Dorëzohem". Hon deltog i tävlingens första semifinal den 26 december 2011, men tog sig inte vidare till finalen.
2014 släppte hon två framgångsrika singlar, "Bang Bang" i maj och "Te amo" i juli.